# Die Wassermänner
Die Wassermänner ist ein deutscher Kurzfilm aus dem Jahr 1985.

## Handlung
Jonny und Laurel tragen den Konzertflügel der untergegangenen Titanic zurück in den Buckingham-Palast. Sie tauchen mit dem Flügel von 1912 absurderweise aus den eiskalten Fluten an der Küste von Sylt im Jahr 1985 auf. Während ihrer strapaziösen Schlepperei landen sie per Zufall auf einer Modenschau, wo sie der Faszination des zum ersten von ihnen erblickten Walkmans unterliegen.

## Drehorte
Die Dreharbeiten bei winterlicher Kälte fanden in den Dünen von Sylt, im Kaifu-Bad sowie am Ahrensburger Schloss statt.

## Premiere
Die Uraufführung des auf 35 mm gedrehten Kurzfilms fand am 6. Oktober 1985 um 21 h im Hamburger Metropolis Kino statt.